# Sam Langford
Samuel "Sam" E. Langford (4. marts 1883 - 12. januar 1956) var en farvet canadisk bokser, der boksede i begyndelsen af det forrige århundrede. Han er af den amerikanske sports TV-kanal ESPN blevet betegnet som "Den største bokser, som næsten ingen har hørt om", og er af boksemagasinet The Ring placeret som nr. 2 på listen over de mest hårdtslående boksere gennem tiderne. Han havde tilnavnene "The Boston Bonecrusher," "The Boston Terror," og "The Boston Tar Baby." Langford var 1,69 m høj og havde en kampvægt på 185 pund (84 kg), da han var tungest. Han begyndte som letvægter, men endte som sværvægter. 
Han vandt flere VM-titler forbeholdt farvede boksere, men da Langford boksede på et tidspunkt, hvor sorte boksere havde meget svært ved at få lov til at bokse om det fulde verdensmesterskab, lykkedes det ham aldrig af blive verdensmester. Da det lykkedes den farvede Jack Johnson at vinde verdensmesterskabet i sværvægt, opgav Johnson sit VM for farvede boksere, og Langford overtog herefter titlen. Johnson ønskede dog ikke at møde Langford i en kamp om verdensmesterskabet.

## Professionel karriere
Langford begyndte sin karriere som professionel bokser i 1902 i Boston i USA. Han opnåede hurtigt en lang række sejre, og allerede i december 1903 mødte han den sorte verdensmester i letvægt, Joe Gans, i en ikke-titelkamp. Langford vandt en sikker pointsejr over 15 omgange. 
Efter yderligere en række kampe blev han matchet mod verdensmesteren i weltervægt, Joe Walcott. Ifølge rapporterne fra kampen udboksede Langford i store dele af kampene verdensmesteren, men opnåede alene uafgjort. Kampen mod Walcott blev den eneste kamp Langford opnåede om en VM-titel, og det er endog omtvistet om VM-titlen var på spil under kampen.
Langford fortsatte karrieren og på trods af sin beskedne højde begyndte han at møde tungere boksere. Den 26. april 1906 fik den kun 156 pund tunge Langford en kamp om VM-titlen i sværvægt for farvede boksere, da Jack Johnson satte sin titel på spil mod Langford. Johnson var 29 pund tungere og 18 cm højere end Langford, og vandt kampen overbevisende.
Da Johnson efterfølgende som den første sorte bokser nogensinde vandt verdensmesterskabet i sværvægt erklærede Langford sig som indehaver af titlen som farvet verdensmester i klassen. Han blev senere ubestridt farvet verdensmester, da han besejrede Joe Jeanrette, der også havde kaldt sig farvet mester. Langford vandt det "farvede" sværvægtsmesterskab i alt fem gange, men Johnson afviste at møde Langford i en kamp om verdensmesterskabet i sværvægt under henvisning til at en kamp mod Langford ikke ville have interesse for boksepublikummet. Jack Johnson satte kun en enkelt gang titlen på spil mod en farvet bokser, Battling Jim Johnson, som Langford tidligere havde besejret overbevisende. 
Langford boksede mod en lang række fremtrædende boksere, og vandt de fleste af kampene. Han blev australsk sværvægtsmester, og vandt også sent i karrieren det mexicanske sværvægtsmesterskab. I den sidste del af sin karriere mistede Langford synet, og boksede halvblind. Han måtte i sine sidste kampe gå til ringhjørnet ved at følge bokseringens tove, og til sidste mistende han synet helt og opgav karrieren som 43-årig efter mere end 300 kampe. 
Verdensmesteren Jack Dempsey skrev i sin selvbiografi, at den eneste bokser han ikke ønskede at møde var Sam Langford, da Dempsey regnede med, at Langford kunne slå Dempsey ud.

## Efter karrieren
Efter karrieren var Langford blind og levede som fattig i New Yorks Harlem. I 1944 fik en journalist kontakt til ham og skrev en artikel om hans skæbne, og der blev herefter samlet penge ind til Langford, der herefter flyttede tilbage til Massachusetts, hvor han levede sine sidste år under mere ordnede forhold. 
Sam Langfor er optaget i International Boxing Hall of Fame og blev i 1955 optaget i Canadas Sports Hall of Fame. 
I 1999 blev Langford valgt som Nova Scotias bedste sportsmand i det 20. århundrede.

## Eksterne links
- Wikimedia Commons har flere filer relateret til Sam Langford
- Sam Langfords profesionelle rekordliste hos BoxRec (engelsk)
- Sam Langfords profesionelle rekordliste hos International Boxing Hall of Fame (engelsk)
- Sam Langfords profil hos Find a Grave (engelsk)
- Biografi på Boxrec.com
- Sam Langford: The 300 Bout Man - Fightfanatics.com
- Biografi på International Boxing Hall of Fame
- Cyber Boxing Zone
- Profile on Langford by Monte Cox Arkiveret 19. juli 2011 hos  Wayback Machine